# Aleardo Donati
Aleardo Marcello Donati (ur. 8 marca 1904 w Bentivoglio, zm. 29 grudnia 1990 w Bolonii) – włoski zapaśnik walczący w stylu klasycznym. Czterokrotny olimpijczyk. Zajął trzynaste miejsce w Paryżu 1924; siódme w Amsterdamie 1928; odpadł w eliminacjach w Los Angeles 1932 i szósty w Belinie 1936. Walczył w wadze ciężkiej.
Czwarty na mistrzostwach Europy w 1934 roku.

## Letnie Igrzyska Olimpijskie 1924
| Konkurencja             | Rundy eliminacyjne | Rundy eliminacyjne    | Klas. końcowa |
| Konkurencja             | Przeciwnik I       | Przeciwnik II         | Miejsce       |
| ----------------------- | ------------------ | --------------------- | ------------- |
| +82,5 kg styl klasyczny | Jan Sint (NED) P   | Ernst Nilsson (SWE) P | 13.           |

## Letnie Igrzyska Olimpijskie 1928
| Konkurencja             | Rundy eliminacyjne          | Rundy eliminacyjne       | Rundy eliminacyjne  | Rundy eliminacyjne    | Klas. końcowa |
| Konkurencja             | Przeciwnik I                | Przeciwnik II            | Przeciwnik III      | Przeciwnik IV         | Miejsce       |
| ----------------------- | --------------------------- | ------------------------ | ------------------- | --------------------- | ------------- |
| +82,5 kg styl klasyczny | Simon de Lanfranchi (FRA) Z | Georges Colpaert (BEL) Z | Josef Urban (TCH) P | Georg Gehring (GER) P | 7.            |

## Letnie Igrzyska Olimpijskie 1932
| Konkurencja           | Rundy eliminacyjne    | Rundy eliminacyjne       | Klas. końcowa |
| Konkurencja           | Przeciwnik I          | Przeciwnik II            | Miejsce       |
| --------------------- | --------------------- | ------------------------ | ------------- |
| +87 kg styl klasyczny | Georg Gehring (GER) P | Nikolaus Hirschl (AUT) P | II runda      |

## Letnie Igrzyska Olimpijskie 1936
| Konkurencja           | Rundy eliminacyjne   | Rundy eliminacyjne      | Rundy eliminacyjne    | Rundy eliminacyjne       | Klas. końcowa |
| Konkurencja           | Przeciwnik I         | Przeciwnik II           | Przeciwnik III        | Przeciwnik IV            | Miejsce       |
| --------------------- | -------------------- | ----------------------- | --------------------- | ------------------------ | ------------- |
| +87 kg styl klasyczny | Mehmet Çoban (TUR) Z | Hjalmar Nyström (FIN) P | Josef Klapuch (TCH) Z | Kurt Hornfischer (GER) P | 6.            |